# Symplectoscyphus sinuosus
Symplectoscyphus sinuosus är en nässeldjursart som först beskrevs av John Fraser 1948.  Symplectoscyphus sinuosus ingår i släktet Symplectoscyphus och familjen Sertulariidae. Inga underarter finns listade i Catalogue of Life.